# Вострецово (Приморский край)
Вострецо́во (до 1972 — Картун) — село в Красноармейском районе Приморского края. Административный центр Вострецовского сельского поселения.
Село Вострецово приравнено к районам Крайнего Севера.

## Этимология
Названо в честь Степана Сергеевича Вострецова (1883—1932), советского военачальника, комкора.

## География
Село Вострецово стоит на правом берегу реки Большая Уссурка напротив села Рощино.
От Рощино на северо-восток идёт дорога к селу Глубинное, в 4 км за мостом через Большую Уссурку находится перекрёсток, от него на юг — к Вострецово, а на северо-запад — к сёлам Незаметное и к Кедровке.
Расстояние до районного центра Новопокровка около 36 км.

## История
Основано в 1907 году переселенцами из западных губерний Российской империи. До 1972 года село носило китайское название Картун. Переименовано после вооружённого конфликта за остров Даманский.

## Население
| 2002 | 2010  | 2021  |
| ---- | ----- | ----- |
| 1653 | ↘1347 | ↘1142 |

## Улицы
| - ул. Берёзовая, - пер. Восточный, - ул. Дм. Маматова, - ул. Заречная, - пер. Золотой, - ул. Колхозная, - пер. Комсомольский, | - ул. Лазо, - пер. Луговой, - ул. Мира, - ул. Молодёжная, - ул. Нижегорная, - ул. Новая, - пер. Паромный, | - ул. Партизанская, - пер. Пионерский, - ул. Подгорная, - ул. Полевой, - ул. Постышева, - пер. Почтовый, - ул. Приисковая, | - пер. Приисковый, - ул. Проточная, - пер. Родниковый, - ул. Рощина, - ул. Совхозный, - ул. Таёжная, - ул. Шоферская. |

## Экономика
Жители занимаются сельским хозяйством.

## Известные уроженцы
- Ванеева, Людмила Антоновна (род. 1936) — советский и российский юрист.
- Маматов, Дмитрий Борисович (1923—1943) — советский военнослужащий, сержант, Герой Советского Союза.